# Acer foveolatum
Acer foveolatum é uma espécie de árvore do gênero Acer, pertencente à família Aceraceae.